# Brittany Persaud
Brittany Persaud (* 1. April 1990 in Westerville, Ohio) ist eine guyanisch-US-amerikanische Fußballspielerin.

## Karriere
Persaud startete ihre Karriere mit den in Columbus, Ohio ansässigen Blast FC. Von 2005 bis 2006 besuchte sie neben her die Westerville North High School und 2007 bis 2008 die Westerville Central High School.
Es folgten Sportstipendien an der University of Dayton und Wright State University. In ihren High School und Uni-Jahren spielte sie jeweils in den Women Soccer Teams der Athletic Sektion.
Im März 2011 startete sie ihre Profi-Fußballkarriere und gab ihr Debüt für den Dayton Dutch Lions FC in der W-League. Nach einigen Spielen kehrte sie im Herbst 2011 an die Wright State University zurück und spielte für die Raiders. Sie schloss im Winter 2011 an der Uni ab und wechselte nach Schweden zu Kungsbacka DFF in die Division 1 Södra. Dort spielte sie vier Monate und wechselte anschließend zum Tölö IF Dam Team. Im Juli 2012 bekam sie ein Angebot des ADO Den Haag aus der neugegründeten BeNe League und gab am 24. August 2012 gegen PSV/FCE ihr Debüt in der BeNe League Orange. Nachdem sie in 14 Spielen, ein Tor für ADO Den Haag erzielte, wechselte sie im Sommer 2013 zum Ligarivalen SC Telstar VVNH.

### Nationalmannschaft
Seit 2009 ist Persaud Nationalspielerin für die Guyanische Fußballnationalmannschaft der Frauen. Im Juli 2010 führte sie als Kapitän die Nationalmannschaft Guyanas erstmals zur Teilnahme am CONCACAF Women’s Gold Cup.